# Hypserpa mackeei
Hypserpa mackeei är en tvåhjärtbladig växtart som beskrevs av Lewis Leonard Forman. Hypserpa mackeei ingår i släktet Hypserpa och familjen Menispermaceae. Inga underarter finns listade i Catalogue of Life.